# Гассё-дзукури
Гассё-дзукури (яп. 合掌造り・合掌造 гассё:-дзукури) — стиль традиционных японских крестьянских домов, сложившийся в горных районах префектур Гифу и Тояма.

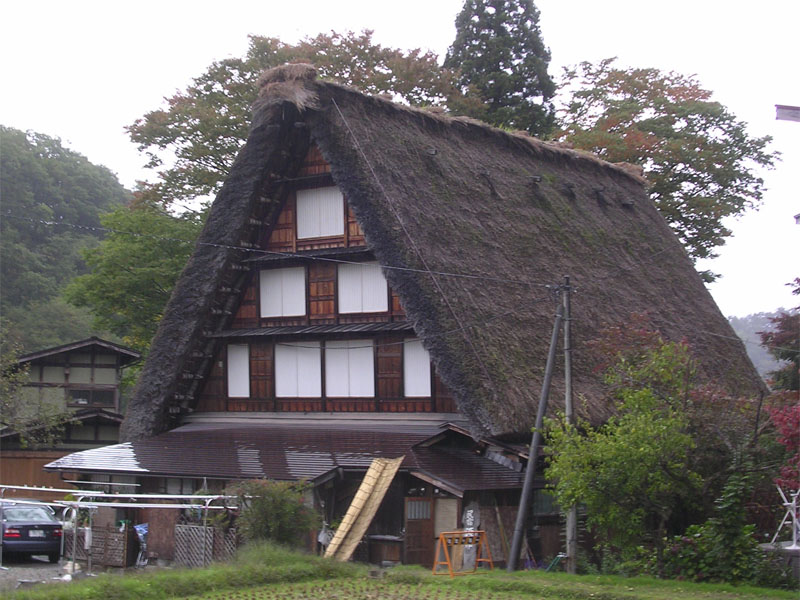
Дом в стиле гассё-дзукури в деревне Сиракава, префектура Гифу.

Стиль распространён в районе города Такаяма и деревни Сиракава в префектуре Гифу и районе Гокаяма префектуры Тояма, лежащих в верховьях реки Сё. Сам термин «гассё-дзукури» появился не ранее 1920-х годов и происходит от сходства треугольного силуэта домов с молитвенно сложенными  (яп. 合掌 гассё) ладонями.
Традиционные жилища в этой местности отличаются крутыми крышами из соломы. Верхние этажи использовались для разведения шелкопряда. Деревни внесены в Список всемирного наследия ЮНЕСКО как «выдающиеся примеры традиционного образа жизни, прекрасно приспособленного к окружающей среде и местным социальным и экономическим условиям».